# Consejo de las Lenguas Oficiales en la Administración General del Estado
El Consejo de las Lenguas Oficiales en la Administración General del Estado es el órgano colegiado de análisis, impulso y coordinación técnica entre los diferentes Departamentos de la Administración General del Estado en relación con el uso de las lenguas oficiales de las comunidades autónomas, con el objetivo de lograr el mejor cumplimiento de las exigencias derivadas de la existencia de distintas lenguas oficiales y de su reconocimiento en la actividad de los departamentos que la integran y de los Organismos Públicos dependientes o vinculados a ella, para procurar una mejor atención a los derechos de los ciudadanos.
El Consejo es regulado por el Real Decreto 905/2007, de 6 de julio.

## Funciones
- Analizar las actuaciones de los distintos departamentos ministeriales de la Administración General del Estado, y de los organismos públicos adscritos o dependientes de ellos, en relación con la utilización de las lenguas oficiales de las comunidades autónomas en garantía del derecho de uso de aquellas por parte de los ciudadanos.
- Proponer directrices y criterios de carácter general que faciliten la coordinación de los órganos de la Administración General del Estado en materia de uso de las lenguas oficiales.
- Informar y someter a la aprobación del Gobierno, a través del ministro de la Presidencia, las propuestas, las medidas organizativas y los planes de actuación o los objetivos a cumplir, tanto de forma general por la Administración General del Estado y los Organismos Públicos vinculados o dependientes de ella, como en cada uno de los ámbitos específicos de actuación de estos en relación con el reconocimiento y uso de las lenguas oficiales, pudiendo, en su caso, establecer objetivos parciales, de carácter progresivo, cuando las dificultades objetivas para su cumplimiento pleno y directo así lo aconsejen, a juicio del Consejo.
- Proponer las líneas de actuación a desarrollar y los objetivos a alcanzar por los distintos Departamentos ministeriales y otros Organismos Públicos vinculados o dependientes de ellos en relación con el uso de las lenguas oficiales.
- Informar las propuestas en materia de lenguas oficiales que sean tramitadas a través de cualquiera de los Departamentos ministeriales.
- Promover la difusión en la sociedad española de los valores del plurilingüismo y reforzar la implantación de medidas que coadyuven a tal fin.[2]

## Composición
El Consejo de las Lenguas Oficiales está presidido por el titular de la Secretaría de Estado de Política Territorial.
Desempeña la Vicepresidencia el titular de la Dirección General de Relaciones con las Comunidades Autónomas y Entes Locales, de la Secretaría de Estado para las Administraciones Territoriales.
El Consejo está integrado, además, por un representante, con rango de director general, de cada uno de los Departamentos ministeriales.
La Secretaría del Consejo de las Lenguas Oficiales es ejercida por el titular de la Oficina para las Lenguas Oficiales. El Secretario asistirá a las reuniones del Consejo con voz, pero sin voto.

## Oficina para las Lenguas Oficiales
En el mismo Real Decreto 905/2007, en su artículo 8, se crea la Oficina para las Lenguas Oficiales, como unidad permanente de asistencia y apoyo del Consejo de las Lenguas Oficiales.

### Funciones de la Oficina
- Prestar asesoramiento al Consejo de las Lenguas Oficiales en la Administración General del Estado y realizar las tareas que a tal efecto le sean encomendadas.
- Elaborar estudios e informes técnicos de diagnóstico sobre el uso de las lenguas oficiales en la Administración General del Estado y sus organismos públicos, por propia iniciativa o cuando le sean solicitados.
- Actuar como órgano permanente de recogida, análisis e intercambio de la información cuantitativa y cualitativa disponible en diferentes fuentes nacionales e internacionales en materia de uso de las lenguas oficiales.
- Realizar el seguimiento anual acerca del grado de cumplimiento del uso de las lenguas oficiales por parte de la Administración General del Estado y sus organismos públicos.
- Promover, difundir y distribuir las investigaciones, encuestas, estudios y publicaciones relacionadas con las lenguas oficiales.
- Impulsar el desarrollo de labores de traducción e interpretación para lograr los objetivos propuestos, con la posibilidad de proponer convenios con las comunidades autónomas con más de una lengua oficial.[4]